# 勒肯冰磧
勒肯冰磧（英語：Løken Moraines），是南極洲的冰磧，位於威爾克斯地，屬於風車行動群島的一部分，長約13公里，根據美國海軍拍攝空中照片繪入地圖，現時由南極條約體系管理。